# Cees van der Pluijm
Cornelis Leonardus (Cees) van der Pluijm (Radio Kootwijk, 12 januari 1954 – Arnhem, 14 december 2014) was een Nederlandse schrijver van poëzie, proza en theaterteksten. Hij publiceerde ook onder de pseudoniemen Peter Coret, Paul Lemmens, Steven Stalknecht en Liesbeth Porringa.

## Leven en werk
Van der Pluijm volgde de middelbare school op het Veluws College in Apeldoorn, het Aartsbisschoppelijk Klein-Seminarie te Apeldoorn en behaalde zijn havo-diploma. Hierna ging hij naar de pedagogische academie in Apeldoorn. Hij studeerde van 1975 tot 1988 Nederlandse taal- en letterkunde en Algemene Literatuurwetenschap aan de Katholieke Universiteit Nijmegen en Zuid-Afrikaanse taal- en letterkunde aan de Universiteit van Amsterdam. Sinds 1994 was hij parttime verbonden aan de Faculteit Theater van de Hogeschool voor de Kunsten Utrecht.
Hij was een schrijver van poëzie, columns en theaterteksten die soms ernstig en soms speels waren en hij publiceerde light verse in De Tweede Ronde. Van der Pluijm recenseerde boeken voor NBD Biblion. Hij was van 1994-2013 columnist voor de Gay Krant. Hij trad tevens op bij conferenties als presentator of met een act. Hij heeft teksten bezorgd van Robert Long, Jules de Corte en Drs. P.
Van der Pluijm overleed na een hartstilstand op 60-jarige leeftijd in Arnhem.

### Gedichten
- Het lustprieel, Baarn (De Prom) 1984 (als Peter Coret, samen met Robert Alquin, deels light verse)
- O, dat je doodgaat, Amsterdam (Amor Vincit) 1986 (Peter Coret)
- Sebastiaan, ['s-Gravenhage] (Tight End Press) 1987 (Peter Coret)
- Vanitas, Amsterdam (De Woelrat) 1988 (Peter Coret)
- Goffert, Amsterdam (Dirty Trix) 1988 (Peter Coret)
- Van liefde en een niet te lessen dorst. Gedichten 1998 - 1973, Nijmegen (Vita) 1998
- Voorlopige bestemming, Utrecht/Leeuwarden (Uitgeverij De Contrabas) 2010

### Light verse
- Herenspraak. Vier dozijn sonnetten, 's-Gravenhage (BZZTôH) 1980 (als Paul Lemmens, samen met Drs. P)
- Dat lentebal. 33 balladetten, Amsterdam (Bert Bakker) 1983 (Paul Lemmens, samen met Drs. P)
- Letterkundig verskwartet. 4x12 versvormen, Amsterdam (Sijthoff) 1985 (Paul Lemmens, samen met Drs. P, Driek van Wissen en Jacob Steege)
- Literair assortiment. 4x25 genres op rijm, Amsterdam (Sijthoff) 1985 (Paul Lemmens, samen met Drs. P, Driek van Wissen en Jacob Steege)
- Nieuwe vergezichten. Dertien fonkelnieuwe versvormen, Amsterdam (Sijthoff) 1989 (Paul Lemmens, samen met Drs. P)

### Theater
- D´r moet iets met apen in, Nijmegen (De Stiel) 1992 (over aids en seksualiteit)
- Idealisten, Nijmegen (De Stiel) 1994
- Van Nieumeghen, Nijmegen (De Stiel) 1995 (hedendaagse toneeltekst in verzen, naar het verhaal van Mariken van Nieumeghen)

### Proza
- Hete klippen, Baarn (Fontein) 1991 (samen met Robert Long)
- Beste Robert, Waarde Cees. Brieven over leven, dood, liefde, seks, werk en collega's, Nijmegen (AdeL) 1998 (met Robert Long)
- Het laatste jaar. De brieven uit 2006, Nijmegen (de Stiel) 2008 (met Robert Long)
- Radio Kootwijk. Biografie van een zendstation en een dorp in het hart van de Veluwe, Barneveld (Koninklijke BDU) 2014

### Didactiek
- Schrijven van gedichten en verhalen, Amsterdam (L.J. Veen) 2003
- Emke Spauwen en Cees van der Pluijm (red.), Vissen zwemmen leren. Over taalvorming en persoonlijke ontwikkeling bij mensen met een verstandelijke handicap door het schrijven van gedichten, Nijmegen/Diemen (De Stiel/ AGO) 2005